# 弗蘭克·昆塔

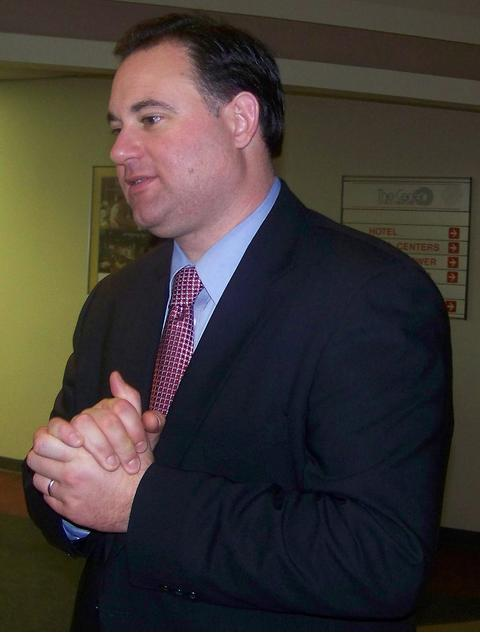
弗兰克·昆塔的一张照片

弗蘭克·昆塔（Frank Guinta；1970年9月26日—）是美國的一位政治人物。自2015年開始，他是紐罕布夏州第1選舉區選出的美國眾議院議員。他的黨籍是共和黨。昆塔曾經擔任紐罕布夏州曼徹斯特市市長。